# Myrmecophantes
Myrmecophantes là một chi bướm đêm thuộc họ Geometridae.